# Comme un roman

Comme un roman est un essai de Daniel Pennac paru en 1992 aux éditions Gallimard.
Cet essai se veut à la fois un hymne et une désacralisation de la lecture, ainsi qu'une invitation à réfléchir à la manière pédagogique de l'appréhender. Il constitue ainsi une critique des techniques, exigences et recommandations de l'éducation nationale.

## Les quatre parties de l'essai
Comme un roman est découpé en quatre parties.

### Naissance de l'alchimiste
Daniel Pennac raconte d'abord la détresse et le dégoût d'un adolescent face à un livre  et les raisons que trouve sa famille pour se rassurer  et excuser son garçon. Puis il fait un retour en arrière dans la vie de l'enfant pour trouver les raisons de cette aversion. Il montre d'abord les parents enchantés de faire la lecture à leur enfant, et celui-ci avec un appétit insatiable de les écouter.  Il nous décrit alors la fatigue des parents au bout d'un moment et l' « amour » de la répétition chez  l'enfant. L'entrée à l'école est décrite tout d'abord comme un émerveillement pour la maternelle et comme un soulagement pour les parents qui délaissent la lecture du soir car après tout « il peut lire tout seul ». Et quand les parents reprennent la lecture à leur enfant, ce n'est pas pour le faire dormir mais pour qu'il analyse et comprenne le texte. Daniel Pennac dresse alors un portrait péjoratif des parents qui passent de la lecture sans aucune contrepartie à la lecture de compréhension. Il décrit alors la détresse des enfants face à ce changement si brusque et leur perte du goût de la lecture due à celui-ci, et écrit les manières de le faire renaître notamment par la lecture à haute voix. Daniel Pennac nous conte à sa façon l'apprentissage progressif de la lecture et de la fascination. Il émet ensuite des hypothèses sur la diminution du plaisir de lire chez les adolescents. Dans la forme, Pennac décrit tout cela avec sensibilité et humour afin de toucher chaque lecteur dans son histoire personnelle. Voulant inciter les adolescents à la lecture, il tente de montrer que la lecture est avant tout un plaisir.

### Il faut lire (le dogme)
Daniel Pennac continue ici l'histoire de l'adolescent dont il décrit l'effort pour continuer sa lecture jusqu'à la fin mais qui finalement n'y arrive pas et rédige sa fiche de lecture en recopiant celle d’une camarade de classe. L'auteur retranscrit alors la conversation, passablement déprimante, entre le professeur de français et les parents de l'élève. Puis, il raconte la vie du professeur durant la correction des copies, d'abord enthousiaste puis déprimé devant l'unanimité des réponses qu'il sait toutes hypocrites et toutes préparées pour faire « plaisir » au professeur. S'ensuit une « interview » passionnée d'une ancienne élève d'un professeur nommé Georges Perros qui, durant l'année, leur lisait de nombreux  livres pendant les heures de cours et parfois leur offrait une autre période de lecture au café d'en face. L'auteur dénonce la lecture comme acte de communication « Ah ! Ces propos de salons où, personne n'ayant rien à  dire à personne, la lecture passe au rang des sujets de conversations possibles. Le roman ravalé à une stratégie de la communication ! Tant de hurlements silencieux, tant de gratuité obstinée pour que ce crétin aille draguer cette pimbêche : « Comment, vous n'avez pas lu le Voyage au bout de la nuit ? On tue pour moins que ça » (p. 95). Il décrit les différentes classes d'élèves selon qu'ils sont « inflationnistes » (je lis dix lignes, je ponds dix pages) ou pratiquent la « technique jivaro » (je parcours 400 lignes je les réduits à 5). À la suite de cela, l'auteur imagine une épreuve d'agrégation de lettre où les juges ne demandent pas à la candidate de leur dire son analyse du texte mais de leur raconter des livres qu'elle a lus. Dans ce chapitre Daniel Pennac énumère également tout ce à quoi la lecture est un acte de résistance. Cette partie montre tous les points de vue. L'auteur y critique certains clichés, certaines façons d'enseigner et certaines façons de susciter le goût de la lecture et le plaisir de lire. En faisant du livre un objet de plaisir et non un instrument de torture, Daniel Pennac désacralise la lecture. Il essaie ainsi de faire comprendre à tous ceux qui sont réfractaires à la lecture qu'elle ne doit pas être vue comme une corvée, mais comme une source de plaisir.

### Donner à lire
Cette partie de l'essai décrit l'évolution de l'amour de la lecture dans une classe peu « littéraire » grâce à un professeur (sûrement l'auteur  nous fait partager son expérience personnelle) qui leur lit des histoires sans pour autant abandonner le programme. Les élèves n'attendent pas que le professeur leur finisse l'histoire, ils achètent le livre et le terminent avant qu'il leur ait tout lu. Daniel Pennac nous montre que l'analyse vient petit à petit au fil des lectures et n'a pas à être enseignée comme une torture, un obstacle à l'amour de la lecture. L'auteur nous décrit ses expériences de professeur et nous dit que les livres n'ont pas été créés pour qu'on les commente mais pour que, si le cœur leur en dit, les élèves les lisent. Daniel Pennac explique le sentiment d'absolue propriété qu'éveille le livre, toutes les tortures que se permettent les lecteurs en distinguant bien les traitements infligés au livre par les particuliers et ceux infligés par les professionnels. Il dénonce d'ailleurs la façon dont ces derniers les traitent en faisant des textes à petits caractères sans marges ou le contraire où les mots se noient dans cette blancheur, des jaquettes aux couleurs criardes visibles de loin ou encore le fait de prétendre fabriquer des éditions « de luxe » sous prétexte de l'ajout de dorures à un faux cuir... En opposition à ces « romans », il y a les autres plus recherchés. Poursuivant la démarche entamée dans la partie précédente, Daniel Pennac expose ici quelques alternatives à la pédagogie usuelle. Il tente de montrer qu'il est possible de réconcilier l'élève avec la lecture, même s'il s'agit d'un jeune adolescent réfractaire à l'idée même de lire.
Il n'est pas opportun de forcer à lire : « le verbe lire ne supporte pas l'impératif. Aversion qu'il partage avec quelques autres : le verbe "aimer"… le verbe "rêver"… ». Il s'agit plutôt de donner à lire, de manière à susciter un authentique désir de lecture, qui pourra être ensuite fortifié par les analyses du professeur, lesquelles ne doivent toutefois pas se substituer au texte.

### Le qu'en-lira-t-on (ou les droits imprescriptibles du lecteur)
Pennac établit ici une liste de droits du lecteur, pour lui permettre de s'affranchir d'un protocole de lecture trop conventionnel, et s'adonner à sa façon et à son rythme à cette pratique, en toute liberté. Il dresse la liste des 10 droits suivants :
1. « Le droit de ne pas lire ».
2. « Le droit de sauter des pages ». Ce droit explique qu'un lecteur peut sauter des pages et le conseille même aux enfants pour qui les livres comme Moby Dick et autres classiques sont réputés inaccessibles de par leur longueur. Il mentionne qu'il a lu Guerre et Paix  en sautant les trois quarts du livre.
3. « Le droit de ne pas finir un livre ». Daniel Pennac explique qu'il y a plusieurs raisons de ne pas aimer un livre et les énumère : le sentiment de déjà lu, une histoire qui ne nous retient pas, une désapprobation totale des thèses de l'auteur, un style qui hérisse le poil ou au contraire une absence d'écriture qui ne vient compenser aucune envie d'aller plus loin... L'auteur dit qu'il en existe 35 995 autres. Tout cela pour dire que l'on a tout à fait le droit de ne pas aimer le livre ou l'auteur.
4. « Le droit de relire. » L'auteur explique ici les raisons de relire un livre : pour le plaisir de la répétition, pour ne pas sauter de passage, pour lire sous un autre angle, pour vérifier. Il fait aussi le parallèle avec l'enfance.
5. « Le droit de lire n'importe quoi ». Daniel Pennac explique que l'on peut lire tout ce que l'on veut mais que cela n'exclut pas qu'il y ait des bons et mauvais romans. Il les classe en deux sortes, les romans industriels qui se contentent de reproduire à l'infini les mêmes types de récits, débitent du stéréotype, font commerce de bons sentiments, des valeurs et des anti-valeurs ainsi que des sensations fortes. L'auteur les décrit comme mauvais, car il ne trouve pas que cela est de la création mais de la reproduction. Il la considère comme une « littérature du prêt à jouir ».
6. « Le droit au bovarysme (maladie textuellement transmissible) ». Droit à la « satisfaction immédiate et exclusive de nos sensations ». Daniel Pennac décrit tous les phénomènes liés à cette « maladie ». L'imagination qui enfle, les nerfs qui vibrent, le cœur qui s'emballe, l'adrénaline qui « gicle » et le cerveau qui prend momentanément « les vessies du quotidien pour les lanternes du romanesque ».
7. « Le droit de lire n'importe où ». L'auteur explique que l'on peut lire n'importe où en prenant l'exemple d'un soldat qui se porte volontaire chaque matin pour nettoyer les toilettes afin d'y lire l'œuvre intégrale de Nicolas Gogol.
8. « Le droit de grappiller ». Ce droit explique que l'on peut commencer un livre à n'importe quelle page si l'on ne dispose que de cet instant-là pour lire.
9. « Le droit de lire à haute voix ». Daniel Pennac donne le témoignage d'une fille qui lui explique qu'elle aime bien lire à voix haute à cause de l'école qui interdisait la lecture à voix haute. Il la compare à plusieurs auteurs (comme Flaubert) qui, pour écrire leurs livres, les relisaient à voix haute.
10. « Le droit de nous taire ». Ce droit explique que l'on peut lire et taire notre expérience, nos sentiments vis-à-vis du livre.